# Tanaecia heringi
Tanaecia heringi is een vlinder uit de onderfamilie Limenitidinae van de familie Nymphalidae. De wetenschappelijke naam van de soort is voor het eerst geldig gepubliceerd in 1935 door Friedrich Wilhelm Niepelt.